# ウィア・サクラ
ウィア・サクラ（ラテン語: Via Sacra、聖なる道の意）は、古代ローマ市の大通りで、カンピドリオの丘の頂上からフォロ・ロマーノの宗教上重要な場所を通り、コロッセオまで続いた道である。 
伝統的に、凱旋式のルートとされていた。
紀元前5世紀には、ウィア・サクラは雨からの保護のための上部構造を持っていた。その後に舗装がなされ、ネロの治世には通り沿いにコロンナが建設された。
ウィア・サクラはローマの歴史上、厳粛な宗教祭事や凱旋式、日常的な雑事のためにバシリカヘ向う群集など、多くの事柄の現場となった。多くの娼婦が客引きに並んだ場所でもある。